# Chromone
La chromone est un composé chimique dérivé du benzopyrane (ou chromène). Ses dérivés sont appelés les chromones.